# David Tsebe
David Tsebe (* 9. November 1966) ist ein ehemaliger südafrikanischer Marathonläufer.
1988 wurde er Zweiter beim Marathon von Kapstadt und gewann den Marathon von Port Elizabeth. 1989 wurde er südafrikanischer Vizemeister im Marathon und siegte in Port Elizabeth und beim Marathon von Durban. 1990 wurde er mit der Landesrekordzeit von 2:09:50 h nationaler Marathonmeister, stellte am 21. Juli in Durban mit 1:01:03 einen weiteren nationalen Rekord im Halbmarathon auf und gewann erneut in Port Elizabeth und Durban.
1992, kurz nach Aufhebung der sportlichen Sanktionen, die gegen Südafrika wegen der Apartheid-Politik verhängt worden waren, feierte er seinen größten Triumph, als er den Berlin-Marathon in 2:08:07 gewann. Diese Zeit war nicht nur ein südafrikanischer Rekord, sondern auch Jahresweltbestzeit. Im Jahr darauf wurde er an derselben Stelle Dritter in 2:12:07.